# أكروبوليس ليندوس

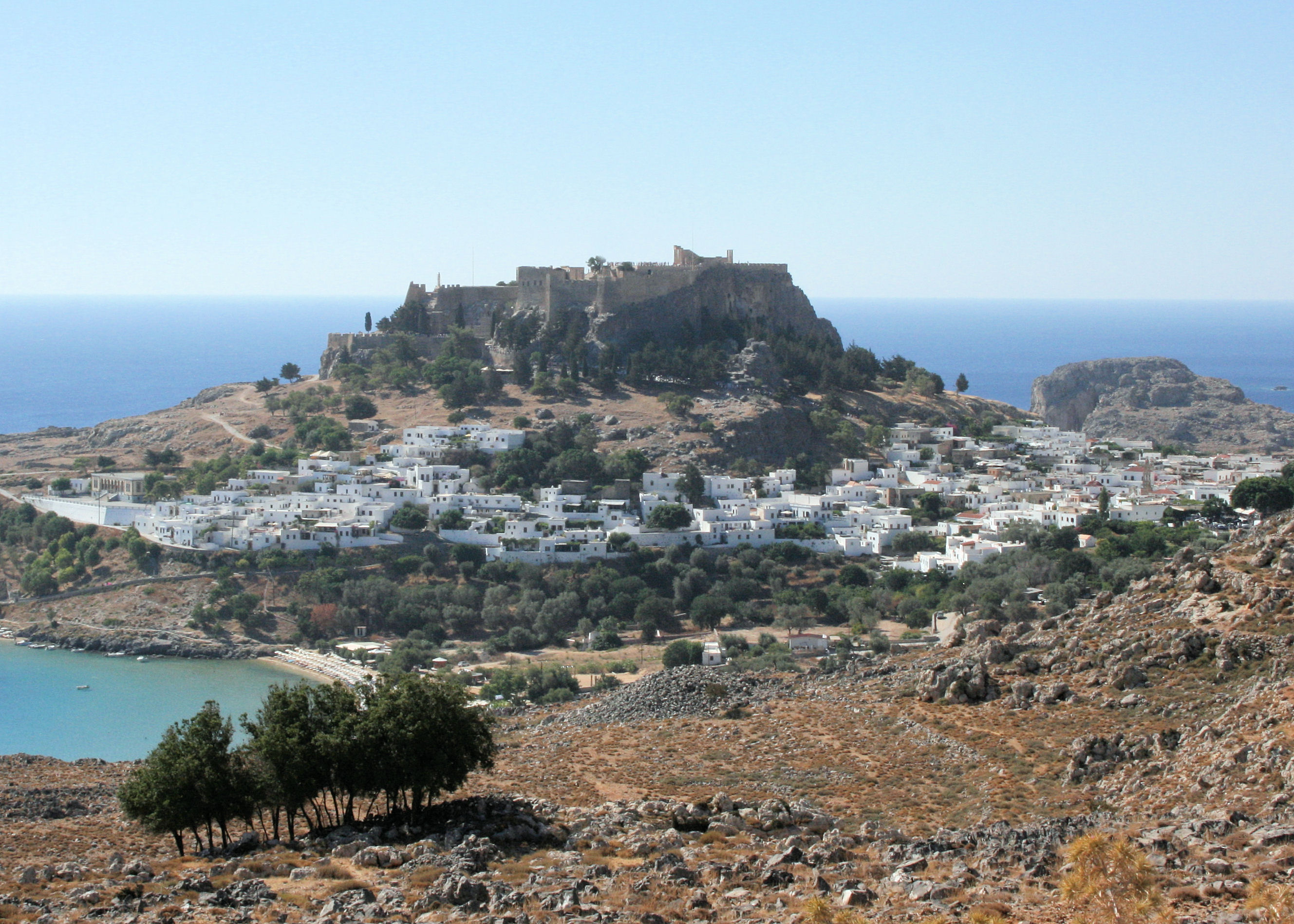
الأكروبوليس فوق ليندوس

أكروبوليس ليندوس هي قلعة مدمرة في مدينة ليندوس اليونانية في جنوب رودس.

## القصة

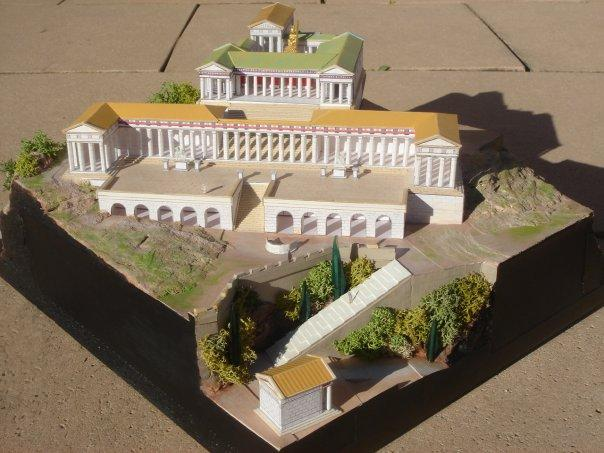
نموذج لمباني الأكروبوليس في العصور الهلنستية

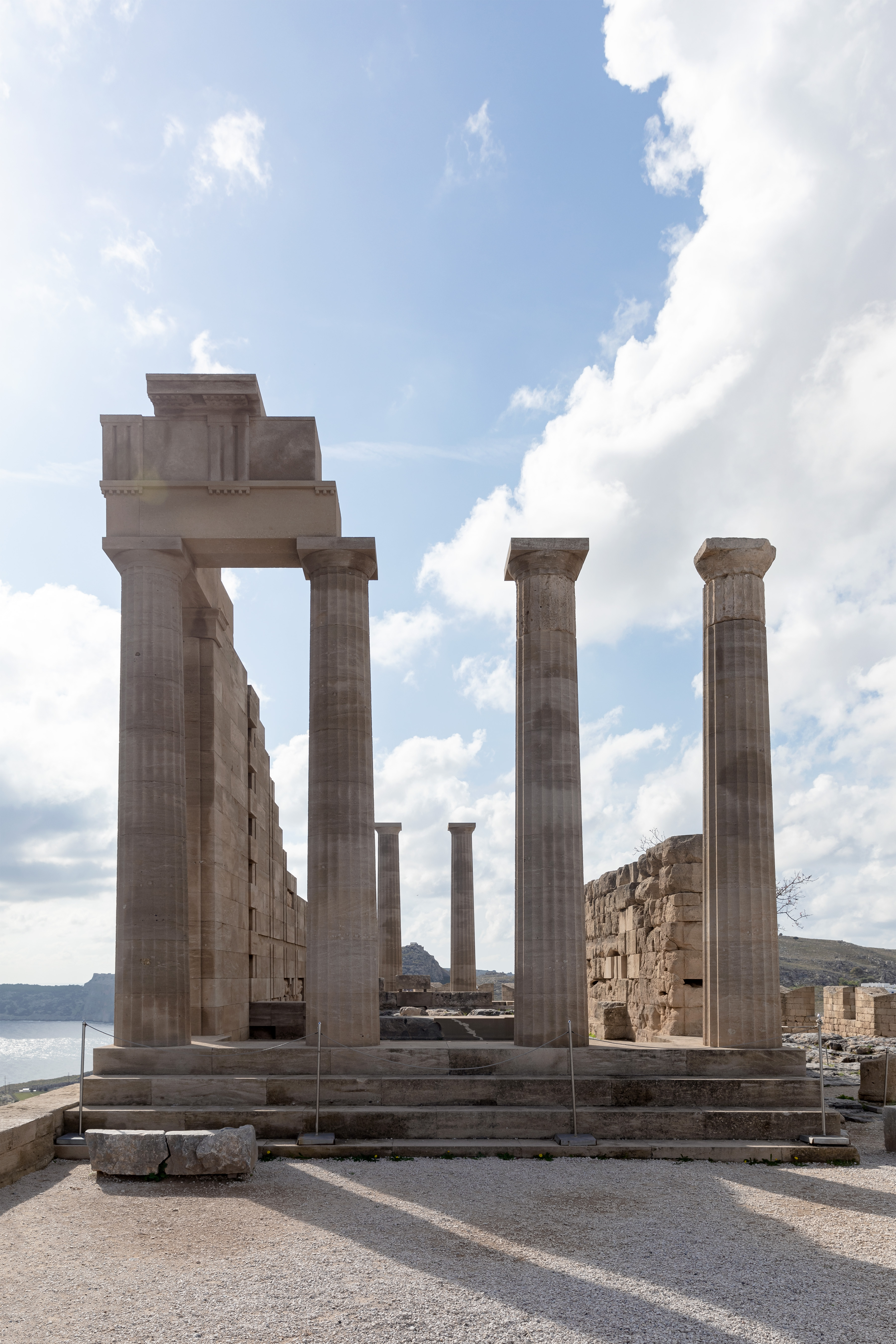
معبد أثينا لينديا

في بداية القرن العشرين تم التنقيب عن انقاض الأكروبوليس بواسطة علماء الآثار دنماركيين. كما تم الكشف عن اكتشافات من العصر الحجري الحديث على الجبل. قام البيزنطيون ببناء قلعة فوق بقايا أنقاض المعبد القديم. الهيكل الحالي هو عبارة عن حصن صليبي لجوهانيتر تم بناؤه على أنقاض القلاع السابقة. في الوسط يوجد معبد أثينا الذي أُعيد بناؤه جزئيًا خلال القرن الرابع ما قبل الميلاد.

## الوصف
تقع أطلال القلعة على جرف ارتفاعه 116 مترًا مباشرةً في وسط المدينة ليندوس. يمكن الوصول إليه عبر ممرات المشاة شديدة الانحدار. في أحد الممرات يتم عرض الحمير لركوبها بالآجار (حوالي 8 يورو ذهاباً و7 يورو إياباً في عام 2020)، وعلى طول الطق المؤدية للأكروبوليس توجد محلات على الجانبين التي تعرض مشغولات يدوية نسائية.
في الصخر أمام درجات المدخل الرئيسي تم نحت مؤخرة ثلاثية العجلات (نوع سفينة حربية), ولقد تم تشييد النقش الصخري الذي يبلغ طوله خمسة أمتار تكريماً للجنرال هيجيساندروس. , والذي يُقال أنّه في عام 190 قبل الميلاد قاد رجاله لمواجهة ضد القراصنة وتغلب عليهم. تؤدي البوابة المقوسة إلى القلعة، في الداخل تم تشييد في القرن الثالث عشر قبل الميلاد كنيسة أرثوذكسية تحولت إلى كنيسة صغيرة مكرسة للقديس يوحنا. في القرون التالية استولى فرسان القديس يوحنا على القلعة وقاموا بتحويل القلعة الصغيرة إلى مبنى من طابقين بجدران قلعة ضخمة.

## الأدب
- رودس. ماركو بولو ISBN 978-3-8297-0532-5

## روابط إنترنت
- موقع الكتروني
- ليندوس، وزارة الثقافة والسياحة اليونانية (اليونانية)

1. 1 2  وصلة مرجع: http://www.statistics.gr/documents/20181/f9e20032-6a71-49a7-90cf-da9e07e6d31c.
2. ↑  وصلة مرجع: https://etravelnews.gr/auxisi-se-mouseia-kai-arhaiologikous-horous/.